# Новая Европа

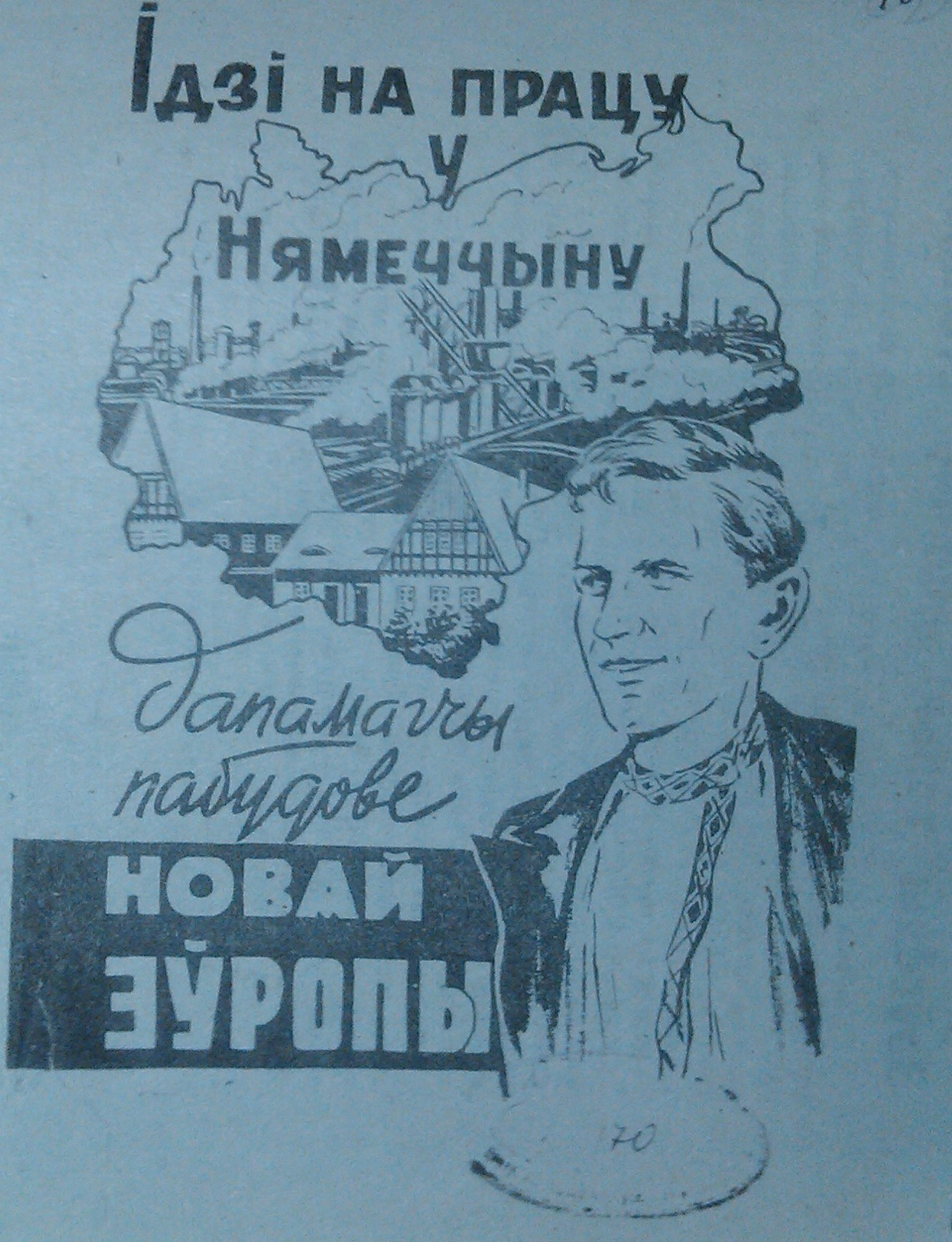
Новая Европа, листовка времен немецкой оккупации БССР.

Новая Европа — риторический термин, используемый консервативными политическими аналитиками в Соединённых Штатах, чтобы описать европейские страны посткоммунистической эпохи.
«Новизна» этих стран относится не к отрезку времени, они были уже независимыми, а к факту, что они только недавно повторно приобрели статус капиталистических демократических государств.
Изначальным отличием «Новых европейских» стран стала поддержка войны в Ираке в 2003 году, в отличие от «Старой Европы», которая считала эту войну неблагоприятной, даже изначально. Однако, термин не базировался исключительно на этом факте. Правительства ряда других стран, таких как Великобритания, Дания, Нидерланды, Италия, Португалия и Испания также поддержали войну, но обычно их не причисляют к «Новой Европе». Также, в то время как страны «Новой Европы» не испытали таких масштабных акций протестов как государства «Старой Европы», жители ни одой из стран «Новой Европы» не поддержали операцию в Ираке, что стало главной проблемой в их внутренней политике.